# 家居樂傢俬國際
家居樂傢俬國際有限公司(SGX：D2U)，簡稱家居樂傢俬國際、家居樂傢俬，于1999年由周揚秋創立，在中國大陆生产、經營以及銷售高级套房系列板式家具、沙发、床垫等产品的家具公司。其主要品牌是"家居樂"和"Cacola"。其總部位於广东省东莞市常平镇常朗大道苏坑路段，以及香港九龙高辉道17号油塘工业城B座6楼15B室。
而其股份在2007年11月7日於新加坡交易所主板上市。而据时任家居乐家私有限公司董事长周大桂透露，其时招股價為0.32新加坡元，發行股份為119,000,000股，其中包括900万股新股和2900万股股东献售股，集資額為38,080,000新加坡元。在发售的新股中，450万股向公众公开发售，另外1.145亿股为私下配售。发售的股份占公司扩大后股本的34.5%.

## 争议事件
2013年4月，有媒体称在广东省东莞市常平镇苏坑工业三路的一片工业园内的工业用地被违法建筑成13栋豪华别墅，而其业主正是家居乐家私国际有限公司董事长周大桂。而事实上，早在2010年10月2日，经过相关部门的多番的调查，东莞市城市综合执法管理局对此就下发《行政处罚告知书》，处以家居乐家私830,700元罚款。周大桂称，这些别墅群主要提供给家居乐家私公司董事会的董事居住。

## 連結
- Cacola.com